# موش ریو گوآپوره
موش ریو گوآپوره (نام علمی: Juscelinomys guaporensis) نام یک گونه از سرده موش‌های کاونده است.